# Cora Novoa
Cora Novoa (Orense, 1984) es una DJ y compositora de música electrónica española, fundadora del sello discográfico Seeking the Velvet (SKTVT). También es Ableton Official Trainer curadora musical, speaker y colaboradora en el programa radiofónico El laberinto de Radio 3. 

## Trayectoria
Novoa estuvo desde muy joven familiarizada con la música, ya que estudió flauta travesera durante más de 3 años en el conservatorio aunque no fue hasta después de descubrir los sintetizadores cuando unificó sus dos pasiones, la música y la informática. Por esta razón, una vez hubo terminado sus estudios de Informática, emprendió el camino a Madrid para formarse como técnico de sonido.
Está vinculada a la industria de la música electrónica desde hace más de 10 años, compaginando su trabajo en el área creativa con la técnica y la comercial. Es docente oficial del software de generación de música Ableton y fundó su propio sello discográfico Seeking the Velvet (SKTVT) en agosto de 2014, bajo cuyo nombre también distribuye su propia línea de ropa.
Su debut fue en Berlín en 2008 aunque ha participado en múltiples ediciones del Sónar, festival de música electrónica en Barcelona. Su música está categorizada como techno melódico. Aparte, ha compuesto piezas para mappings, destacando la realizada en la Exposición Internacional de Milán.

## Obra
- 2010 – The Secret Garden. Natura Sonoris.
- 2015 – Fight Love Faith. Seeking the Velvet.
- 2016 – In Your Mind. Seeking the Velvet.
- 2018 – Mental Diary(Act 1). Seeking the Velvet.
- 2019 – Mental Diary(Act 2). Seeking the Velvet.
- 2020 – The Hive. Citizen Records.

## Reconocimientos
- Mejor DJ del año. VI edición de los Premios de Música Electrónica Vicious Awards.[7]